# Викорст, Егор Осипович
Егор Осипович (Иосифович) Викорст (1821—1855) — офицер Российского императорского флота, участник Крымской войны, обороны Севастополя. Георгиевский кавалер, лейтенант.

## Биография
Викорст Егор Осипович происходил из дворян Лифляндской губернии. Родился 18 августа 1821 года в семье капитана 1-го ранга Осипа (Иосифа) Иванович Викорста (1773—1835) и его жены Марии Николаевне Балданевой — дочери коллежского асессора. В семье было 11 детей: пять дочерей и шесть сыновей. Пять сыновей стали военными моряками: Эммануил — контр-адмиралом, Дмитрий и Иван — капитанами 1 ранга, Николай — капитаном 2 ранга, Егор — лейтенантом.
Егор получил домашнее воспитание. 20 мая 1836 года произведён в гардемарины Черноморского флота. На линейном корабле «Императрица Екатерина II» крейсировал в Чёрном море, в марте и апреле 1837 года находился в составе эскадры, которая перевозила войска 13-й дивизии из Одессы в Севастополь. В 1837—1838 годах служил на бриге «Телемак», перешёл на нём из Севастополя в Константинополь, а оттуда в Архипелаг, где корабль находился в распоряжении русского посланника в Греции. В 1839 году на линейном корабле «Иоанн Златоуст» крейсировал у абхазских берегов и принимал участие в создании кавказской укреплённой береговой линии. В составе эскадры контр-адмирала С. П. Хрущова принимал участие в высадке десанта в устье реки Псезуапсе, солдаты которого основали Лазаревское укрепление.
30 марта 1841 года произведен в мичманы со старшинством с 21 декабря 1839 года, и с назначением в 1-й учебный экипаж Балтийского флота. В 1841—1845 годах последовательно на фрегате «Успех», корвете «Львица» и бриге «Агамемнон» крейсировал в Финском заливе. В 1846 году на линейном корабле «Великий Князь Михаил» плавал у датских берегов. В следующее году был в кампании на ревельском рейде на брандвахтенном тендере «Лебедь», и потом на том же тендере плавал до Карлскроны.

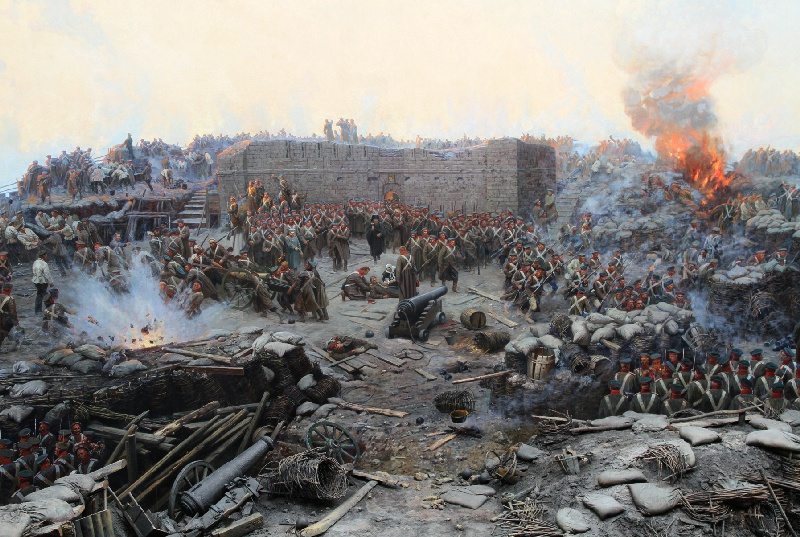
Оборона Севастополя (Франц Рубо)

11 апреля 1848 года произведён в лейтенанты с переводом на Черноморский флот. В 1849—1853 годах на корабле «Двенадцать Апостолов», фрегате «Кулевчи» и шхуне «Забияка» крейсировал у абхазских берегов.
С 13 сентября 1854 года лейтенант 38-го флотского экипажа Егор Осипович Викорст состоял в гарнизоне Севастополя на 3-м бастионе. 6 декабря 1854 года за отражение первой бомбардировки Севастополя награждён орденом Святого Владимира 4-й степени с бантом. 1 апреля 1855 года назначен командиром 3-го бастиона. Особо отличился при восстановлении бастиона после 4-й бомбардировки Севастополя 5 июня и отражении штурма англичанами укреплений 6 июня 1855 года. Защитники бастиона отбили все попытки неприятеля овладеть бастионом. 28 июня 1855 Викорсту оторвало ногу на 3 бастионе, он был отправлен в госпиталь. 29 июля 1855 года за отражение бомбардировки с 28 марта по 8 апреля 1855 года удостоен ордена Святой Анны 3-й степени с бантом. 13 июля 1855 года главнокомандующий войсками в Крыму князь М. Д. Горчаков наградил Викорста орденом Святого Георгия 4-й степени «За подвиги особенной храбрости и неустрашимости, оказанные во время славного отражения штурма неприятелем наших Севастопольских укреплений в июне 1855 г.». 24 июля 1855 года (уже после смерти Е. И. Викорста) Высочайший указ утвердил награждёние Викорста орденом Святого Георгия 4-й степени (№ 9617).
14 июля 1855 года умер в госпитале после ампутации левой ноги. Был похоронен на Михайловском кладбище Севастополя, могила не сохранилась.